# علی بومنیجل
علی بومنیجل (عربی: علي بومنيجل؛ زاده ۱۳ آوریل ۱۹۶۶) یک بازیکن فوتبال اهل تونس است که به عنوان دروازه‌بان بازی می‌کرد.
از باشگاه‌هایی که در آن‌ها حضور داشته می‌توان به باشگاه فوتبال نانسی اشاره کرد.